# داء الجيارديات
داء الجيارديا (تعرف أيضاً باسم "حمى القندس") هو مرض طفيلي ذو منشاً حيواني تسببه سوطيات "جيارديا لامبليا (تسمى أيضاً الجيارديا المعوية والجيارديا الإثنا عشرية.
تسكن سوطيات الجيارديا في الجهاز الهضمي للحيوانات الأليفة والبرية والإنسان. وهي من أكثر الالتهابات الطفيلية المسببة للأمراض شيوعاً في أنحاء العالم. عام 2013، كان عدد الذين أصيبوا بأعراض الجيارديا حوالي 280 مليون شخص في أنحاء العالم

## العلامات والأعراض
تتباين الأعراض بين عدم وجود إسهال إلى إسهال شديد مع سوء امتصاص للمواد المغذية وقد يتسبب المرض بضعف الجسم وفقدان الشهية ومغص في المعدة وقيء وانتفاخ وغازات مفرطة وتجشؤ. تتطور هذه الأعراض خلال 9-15 يوماً من الإصابة لكنها يمكن أن تحدث أيضاً بعد يوم واحد من الإصابة.
الأعراض التي تسببها الجيارديا تصيب الاثني عشر والأمعاء الدقيقة، وتمنع امتصاص المواد الغذائية. إذا لم يتم علاج هذه العدوى، فإن الأعراض قد تستمر لمدة ستة أسابيع أو أكثر.
كما أن العدوى التي لا يوجد فيها أعراض متعارف عليها تسبب عدم تحميل اللاكتوز، وهو أمر مؤقت عادة، لكنه قد يصبح دائماً. على الرغم من أن اختبار تنفس الهيدروجين يشير إلى معدلات منخفضة لامتصاص الكربروهيدرات لدى المصابين بدون أعراض، إلا أن هذه الاختبارات لا تعتبر تشخيصية للإصابة.
أظهرت بعض الدراسات أن الجيارديا قد تكون مسبباً لفقر دم نقص فيتامين بي 12 كنتيجة للمشكلات الأخرى الناجمة في نظام الامتصاص المعوي.

## المسبب
يحدث مرض الجيارديا بسبب الجيارديا اللمبلية. تحدث العدوى في العديد من الحيوانات بما فيها القنادس (ومن هنا جاء الاسم الشائع)، وكذلك الأبقار والقوارض والأغنام. يعتقد بأن الحيوانات تلعب دوراً في إبقاء العدوى في البيئة.
صنّفت الجيارديا الإثنا عشرية إلى ثمانية صنفاً وراثياً فرعياً (المعين A-H).أظهر التنميط الجيني لـ G المعزول عن الأجسام المضيفة أن التجميعات A وB تصيب أنواع أكثر من الحيوانات ويبدو أنها التجميعات الرئيسية المسؤولة عن إصابة الإنسان أيضاً 

## العلاج
- الميترونيدازل 200 ملغم ثلاث مرات يوميا لمدة 7 ايام.

- التينيدازول 600 ملغم يوميا لمدة 7 ايام.[12]

## وصلات خارجية
- Giardiasis Fact Sheet
- eMedicine Health Giardiasis